# Забрід (заповідне урочище)
Забрі́д — заповідне урочище, розташоване неподалік від села Петрівка-Роменська Гадяцького району Полтавської області. Було створене відповідно до постанови Полтавської облради № 74 від 17 квітня 1992 року.

## Загальні відомості
Землекористувачем є ДП «Гадяцький лісгосп», Краснолуцьке лісництво, квартали 56—60, площа — 228 гектарів. Розташоване на південь від села Петрівка-Роменська Гадяцького району.
Урочище створене з метою збереження лісових масивів із кленово-липово-дубовими угрупованнями на заплаві річки Хорол із типовим рослинним та тваринним світом. Осередок збереження рідкісних видів рослин (6) і тварин (23).